# Frictòria
Les frictòries (grec: φρυκτωρία) foren un sistema de semàfors utilitzat a l'antiga Grècia. Eren torres construïdes en cims de muntanyes seleccionades perquè una torre (phryctoria) fos visible des de la següent torre (normalment a 20 milles de distància). Les torres s'utilitzaven per a la transmissió d'un missatge preestablert específic. Les torxes s'encenien en una torre i després la següent torre i així successivament, fins a arribar a la torre més llunyana.
A la tragèdia Orestíada, Èsquil narra com, al final de la guerra de Troia, Agamèmnon envia notícies de la derrota i caiguda de Troia que van arribar al seu palau llunyà de Micenes per mitjà de frictòries. Tucídides va escriure que durant la Guerra del Peloponès, els peloponèsos que estaven a Còrcira van ser informats per alimares nocturnes de l'aproximació de seixanta vaixells atenesos des de Lèucada.

## Phryctoriae i pyrseia

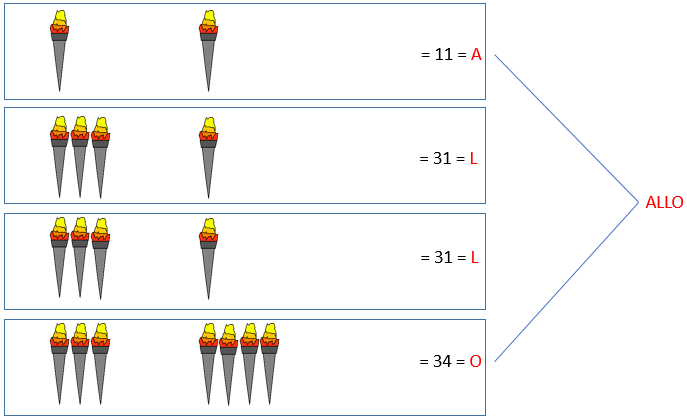
Esquema d'un senyal de foc utilitzant el xifrat de Polibi

Al segle ii aC, els enginyers grecs alexandrins, Cleoxenes (en grec: Κλεόξενος) i Democlet (en grec: Δημόκλειτος) van inventar la pyrseia (en grec: πυρσεία). Πυρσεία de πυρσός que significa torxa. Les lletres de l'alfabet grec estaven enumerades en una taula. Cada lletra corresponia a una fila i una columna de la taula. Mitjançant l'ús de dos grups de torxes (cinc torxes en cada grup), l'esquerra indicant la fila i la dreta la columna de la taula, podien enviar un missatge definint una lletra específica mitjançant la combinació de torxes.
El sistema de codificació era el següent:
|   | 1 | 2 | 3 | 4 | 5 |
| - | - | - | - | - | - |
| 1 | Α | Β | Γ | Δ | Ε |
| 2 | Ζ | Η | Θ | I | Κ |
| 3 | Λ | Μ | Ν | Ξ | Ο |
| 4 | Π | Ρ | Σ | Τ | Υ |
| 5 | Φ | Χ | Ψ | Ω |   |

Quan volien enviar la lletra O (òmicron), encenien cinc torxes al costat dret i tres torxes al costat esquerre.